# Steve Jackson (Unternehmer, 1953)

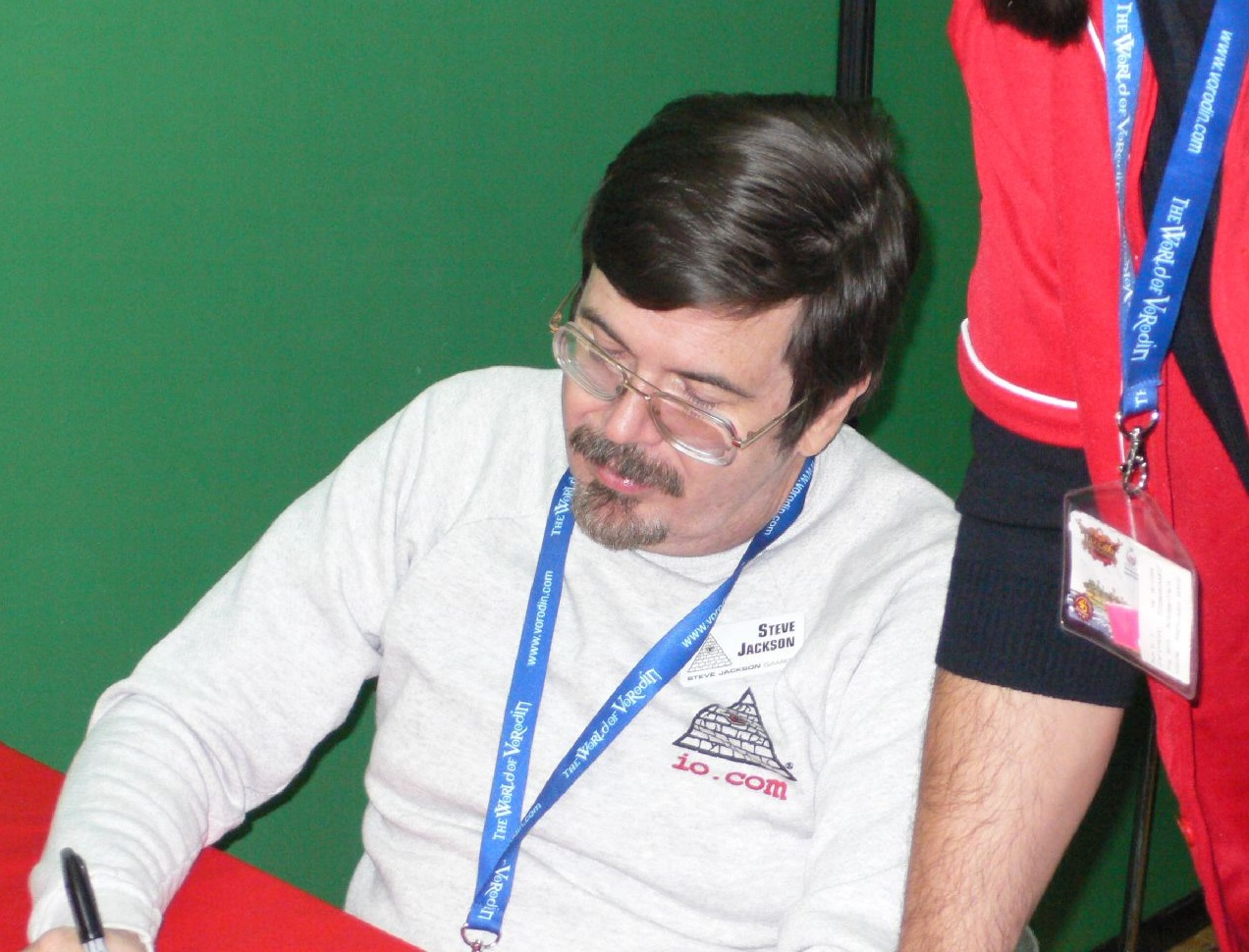
Steve Jackson bei der Lucca Comics and Games 2006

Steve Jackson (* 1953 in Tulsa, Oklahoma, USA) ist ein US-amerikanischer Spieleerfinder und Unternehmer.

## Biografie
Jackson entwickelt seit 1976 Spiele, besonders Rollenspiele. Er gründete 1980 die Firma Steve Jackson Games, über welche die meisten seiner Spiele veröffentlicht wurden. Von seinem Trading-Card-Game INWO (Illuminati. Neue Weltordnung) auf der Basis des ebenfalls von ihm erfundenen Spiels Illuminati wurden zwischen 1982 und 1994 über 63 Millionen Karten verkauft. Jackson ist damit einer der erfolgreichsten Spieleerfinder aller Zeiten. 1982 wurde er in die Hall of Fame des Origins Award aufgenommen.
Jackson entwickelte das Rollenspiel-System GURPS, das Tabletop Car Wars und das Kartenspiel Munchkin. Er war lange Zeit ebenfalls Eigentümer eines Internet-Online-Services, Illuminati Online, bevor er diesen an Prism Net Ltd. verkaufte.
Er wird oft mit dem britischen Autor gleichen Namens verwechselt, der als Gründer von Games Workshop und Autor der Fighting Fantasy-Reihe bekannt wurde.

## Belege
1. ↑  Hall of Fame auf originsawards.net, abgerufen am 27. Januar 2021.